# Elarius
Elarius ist ein männlicher Vorname. Er ist eine altenglische Form von Hilarius und bedeutet „der Heitere/Vergnügte“. Die weibliche Form lautet Elaria.

## Verbreitung
Dieser Vorname wurde hauptsächlich im 13. und im 14. Jahrhundert im West Country vergeben. In Deutschland wurde er nur vereinzelt vergeben.

## Namensträger
- Elarius, Kardinalpriester Gregors IV mit der Titelkirche Santa Prassede